# Grintovec pri Osilnici
Grintovec pri Osilnici je naselje u slovenskoj Općini Osilnici. Grintovec pri Osilnici se nalazi u pokrajini Dolenjskoj i statističkoj regiji Jugoistočnoj Sloveniji. 

## Stanovništvo
Prema popisu stanovništva iz 2002. godine naselje je imalo 15 stanovnika.